# Петрівка (роз'їзд)
Петрівка — залізничний роз'їзд 5 класу Полтавської дирекції Південної залізниці на нелектрифікованій лінії  Ромодан — Кременчук.  Розташований в селі Вишневе Лубенського району Полтавської області.

## Історичні відомості
Роз'їзд Петрівка відкритий 1932 року на вже існуючій лінії Ромодан — Кременчук.

## Пасажирське сполучення
На роз'їзді зупиняються приміські поїзди сполученням Кременчук — Ромодан / Гадяч.

## Послуги
- Зал чекання.
- Оголошення про прибуття та відправлення поїздів.
- Продаж квитків на приміські поїзди.